# Mordvinnaren
Mordvinnaren är en samhällskritisk bok från 1987 av författarna bakom pseudonymen Kennet Ahl från slutet av 1980-talet. Boken handlar om Lasse Ström (jfr Lasse Strömstedt) som bland annat ägnar sig åt husvagnsbedrägerier och stöld av 10-öringar.

## Utgåvor
- Första utgåvan: 1987, ISBN 91-518-2141-9
- Andra utgåvan: 1988, ISBN 91-518-2266-0